# Bruchus pavlovskii
Bruchus pavlovskii is een keversoort uit de familie bladkevers (Chrysomelidae). De wetenschappelijke naam van de soort werd in 1954 gepubliceerd door Lukjanovitsch & Ter-Minassian.